# Rosacea
A rosacea hosszan elhúzódó, bőrön mutatkozó állapot, amely jellemzően az arcot érinti. Pirosodást, gyulladt pöttyöket, duzzanatot és apró felszíni erek tágulatát okozza. Gyakran az orron, az orcán, a homlokon és az állon mutatkozik.  Vörös, megnagyobbodott orr fordulhat elő súlyos betegség esetén, amely rhynophyma néven ismert.

## Fordítás
Ez a szócikk részben vagy egészben  a   Rosacea című angol Wikipédia-szócikk fordításán alapul.  Az eredeti cikk szerkesztőit annak laptörténete sorolja fel. Ez a jelzés csupán a megfogalmazás eredetét és a szerzői jogokat jelzi, nem szolgál a cikkben szereplő információk forrásmegjelöléseként.